# اوسل (فرانش کنته)
اوسل  (به فرانسوی: Osselle) شهرکی توریستی محصور در خم رود دوبس است که در دوازده کیلومتری جنوب‌غربی بزانسون فرانش کنته، فرانسه قرار دارد.